# Maximilian de Berghes
Maximilian de Berghes (auch Maximilien; * um 1512; † 27. August 1570 in Bergen op Zoom) war der erste Erzbischof von Cambrai und Regent des Hochstifts Cambrai im Range eines Herzogs.
Berghes war der Sohn von Dismas de Berghes († 1514) und Marie Laurin und stammte aus dem Adelsgeschlecht de Glymes. Über sein frühes Leben ist wenig bekannt. Als Kapitelsdekan von St. Gummarus in Lier wurde er am 10. September 1556 zum Fürstbischof von Cambrai auserwählt.
Im Rahmen einer territorialen Neuordnung der Katholischen Kirche im Zuge der Reformation erließ Papst Paul IV mit der päpstlichen Bulle vom 12. Mai 1559 den Beschluss weitere 14 neue Diözesen im Süden der Burgundischen Niederlande zu schaffen. Dabei wurde Cambrai zum Erzbistum mit Suffragandiözesen als Arras, Tournai, Namur und Saint-Omer.
Berghes, nun Fürsterzbischof, berief am 14. Juni 1565 einen einmonatigen Provinzrat ein, in dem er die Ergebnisse des Konzils von Trient bekannt machte. Ebenfalls 1565 hielt er die Hochzeit von Alessandro Farnese mit Maria von Portugal in Brüssel ab. 1566 nahm er als Vertreter des Hochstifts am Reichstag zu Augsburg teil und im Oktober 1567 veranstaltete er eine Diözesansynode.
Er wurde nach einem tödlichen Schlaganfall in Bergen op Zoom nach Cambrai überführt und als verdienstreich bezeichnet in der alten Kathedrale von Cambrai beigesetzt.